# .ch
.ch és un domini de primer nivell territorial (ccTLD) de Suïssa. Actiu des de 1990, és administrat per SWITCH Information Technology Services.
A causa de la no coincidència dels noms del país en les quatre llengües oficials de Suïssa ("die Schweiz", "Suisse", "Svizzera" o "Svizra"), es va optar per usar el domini .ch referint-se a les sigles del nom en llatí (Confoederatio Helvetica; Confederació Helvètica).